# Epilobium fleischeri
Epilobium fleischeri är en dunörtsväxtart som beskrevs av Ferdinand von Hochstetter. Epilobium fleischeri ingår i släktet dunörter, och familjen dunörtsväxter. Inga underarter finns listade i Catalogue of Life.

## Bildgalleri

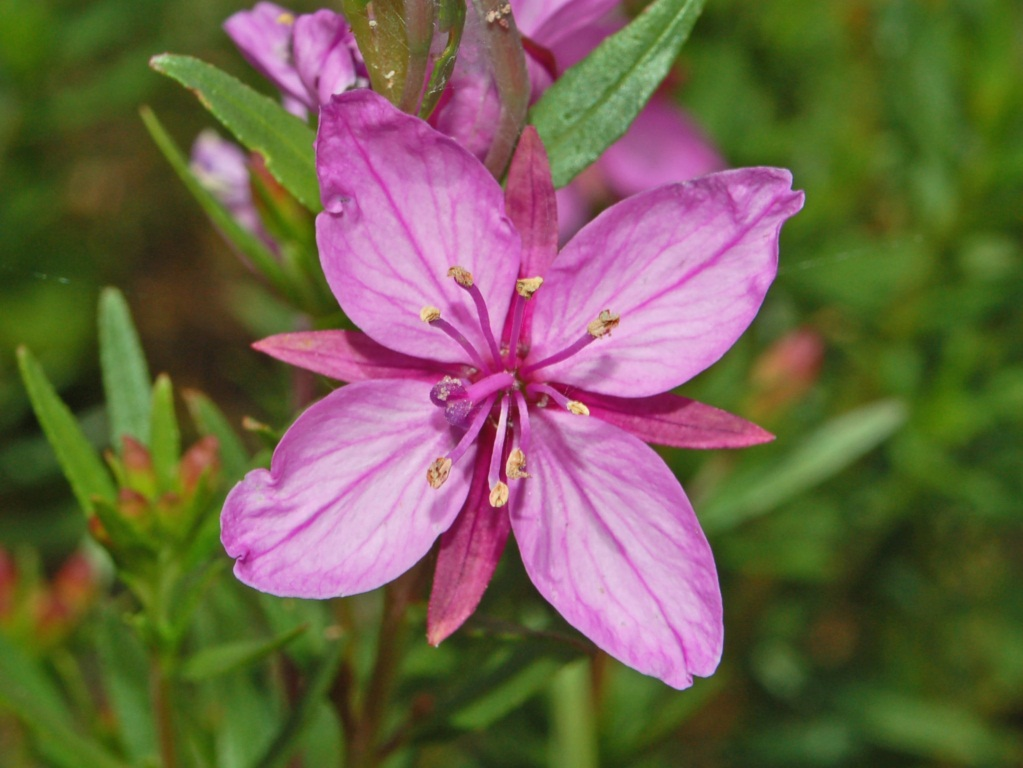
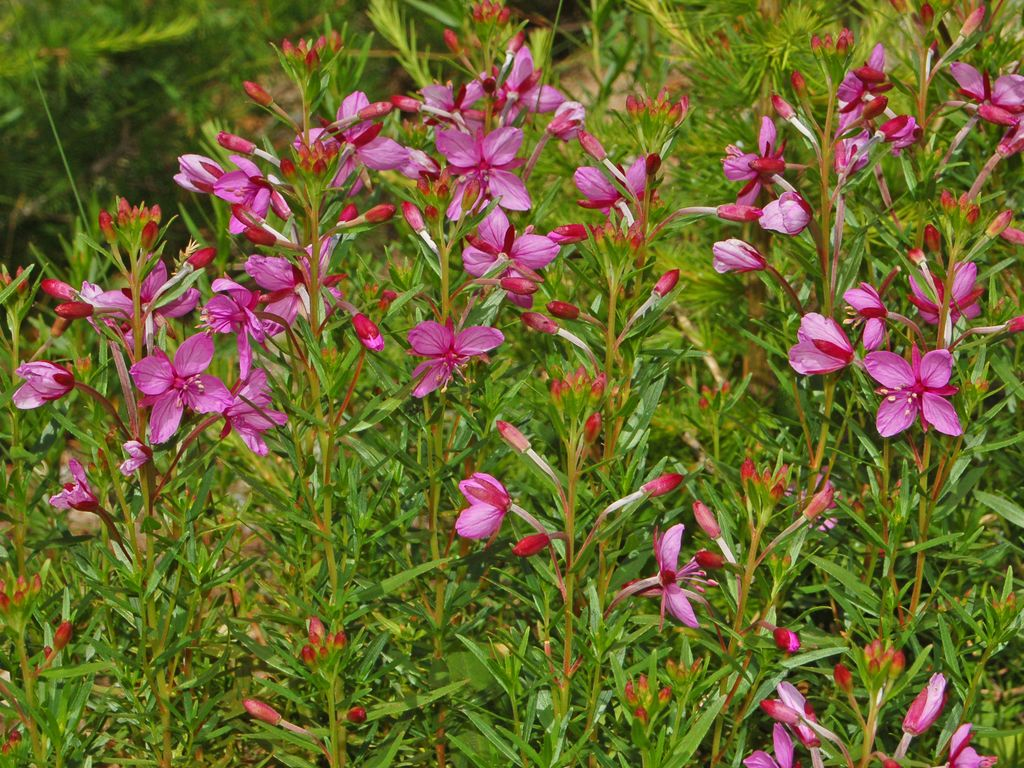
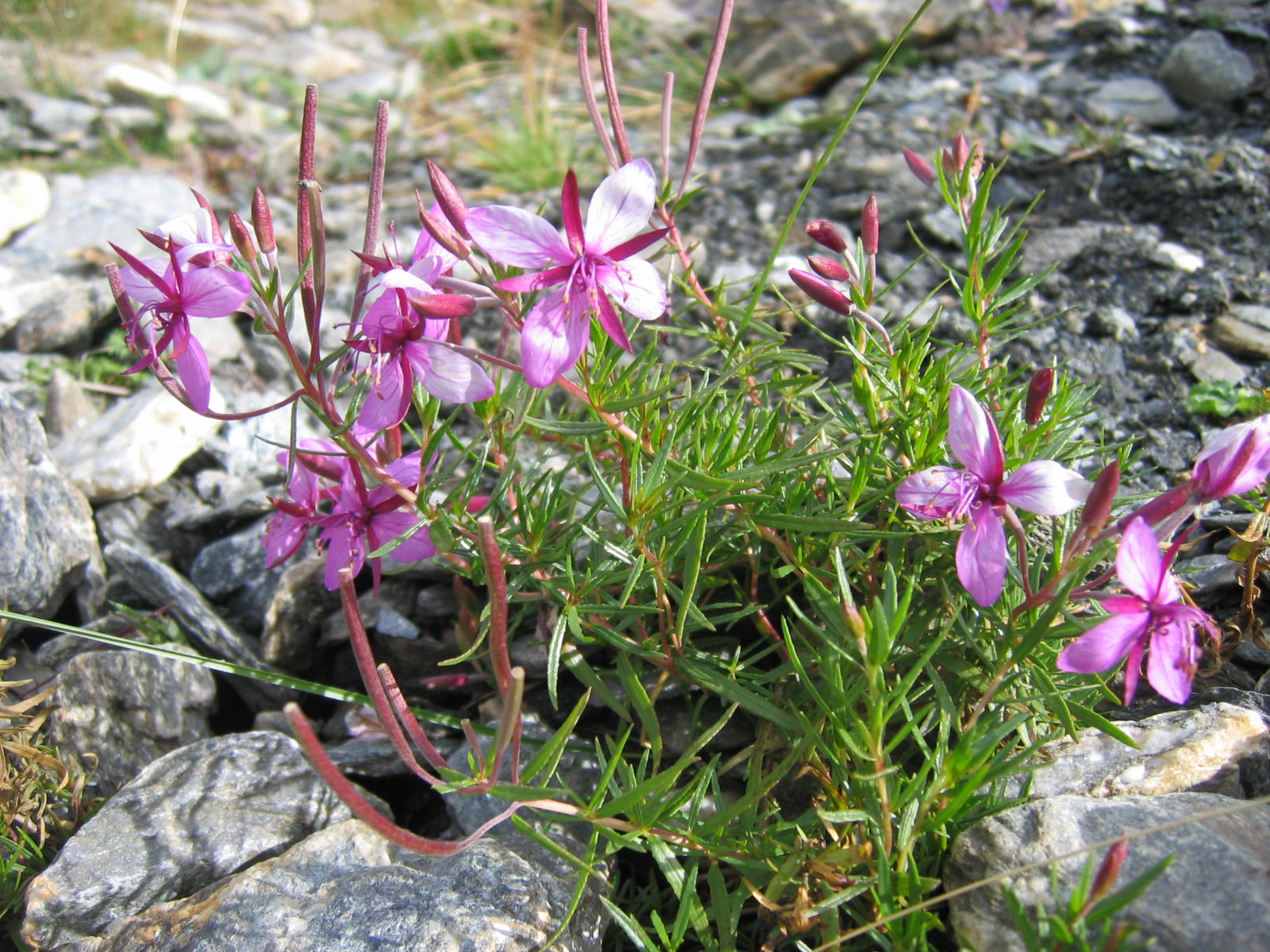
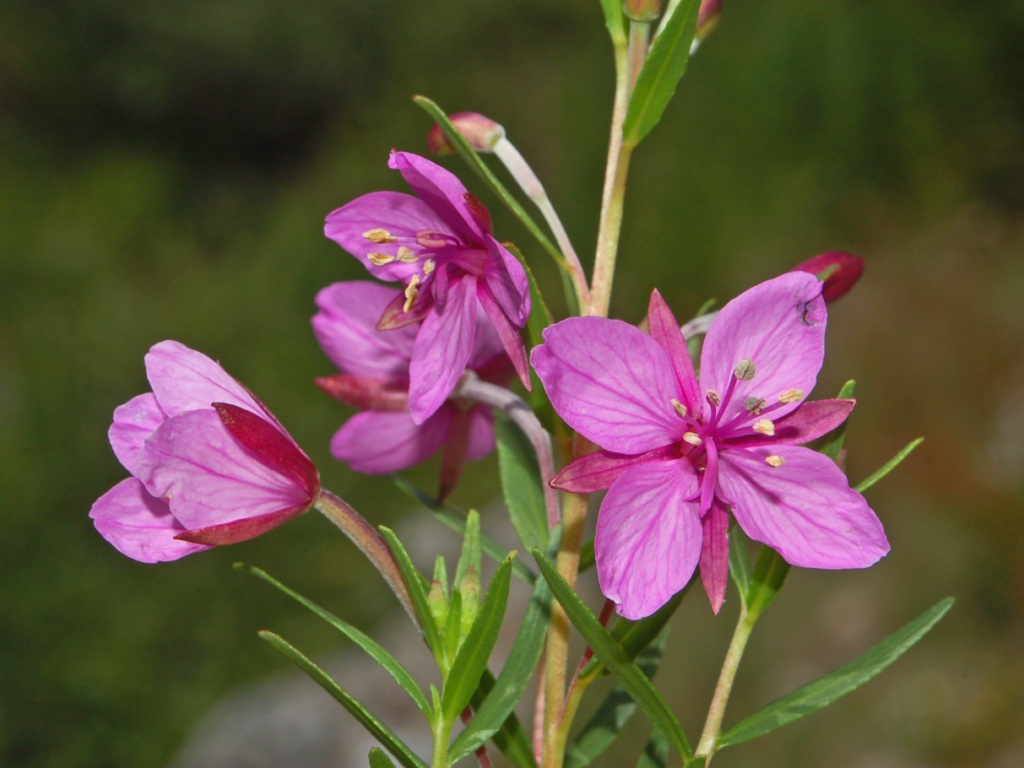
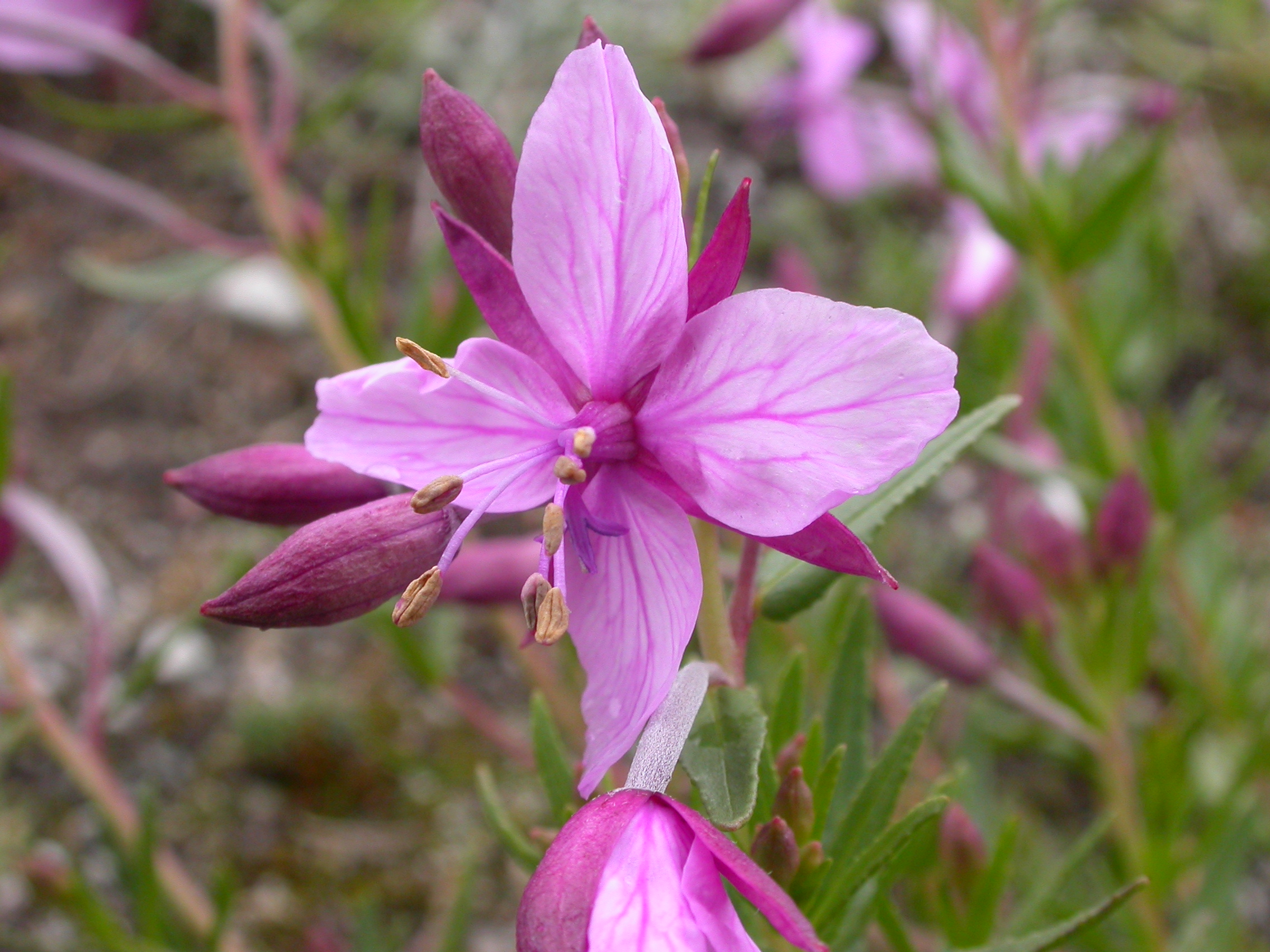
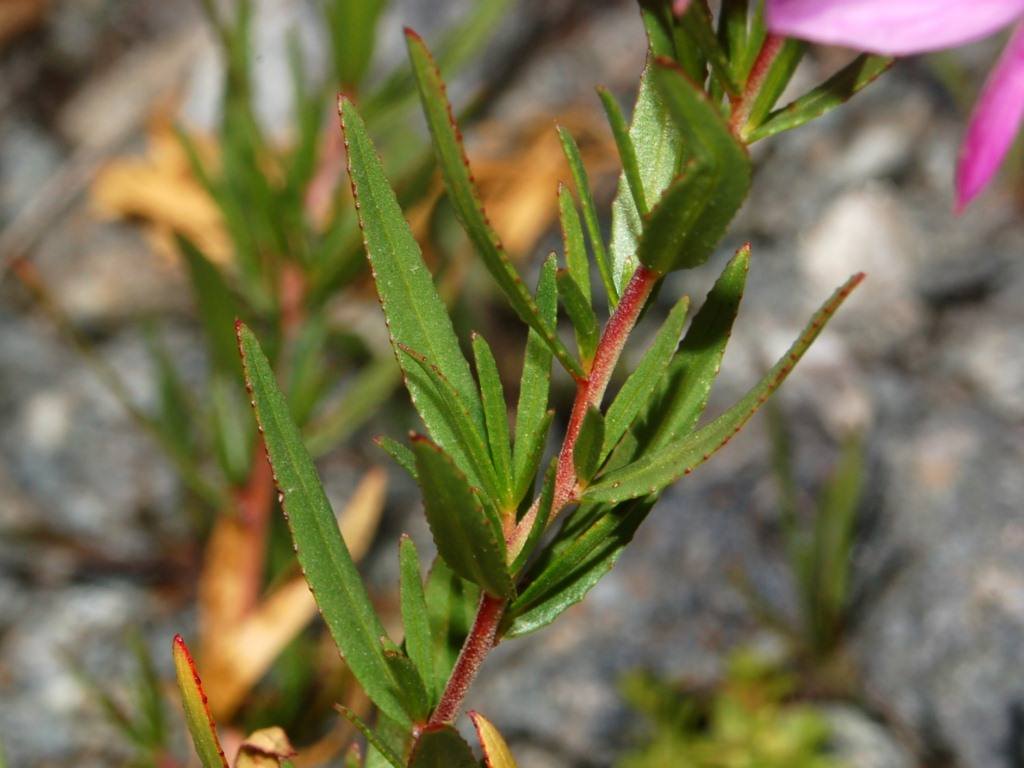